# Vilabasin
Vilabasin (en francès Villebazy) és un municipi francès situat al departament de l'Aude i a la regió d'Occitània.